# Theresa Wallach
Theresa Elizabeth Wallach (Dadford, 30 aprile 1909 – Phoenix, 30 aprile 1999) è stata una motociclista e scrittrice britannica, nota per essere stata la prima donna a compiere l'attraversamento in moto, da nord a sud, del continente africano, insieme a Florence Blenkiron.

## Biografia
Theresa Wallach nacque a Dadford, nel Buckinghamshire il 30 aprile 1909. Durante la sua gioventù visse nei pressi delle fabbriche dei famosi marchi di moto inglesi come Norton, BSA, Triumph e AJS e conobbe così molte persone legate al settore, compresi piloti collaudatori, ingegneri e piloti da competizione. Ebbe modo così di essere istruita alla guida delle due ruote da insegnanti molto esperti e ben presto divenne un ottimo pilota. Tentò di entrare a far parte di un club di motociclisti locale, ma fu respinta perché donna.
Divenne pilota da competizione vincendo numerosi premi in gare sul circuito di Brooklands, fra cui la Gold Star del British Motor Cycle Racing Club. I suoi genitori le facevano tenere nascosti i trofei, poiché il motociclismo non era di certo un'attività adatta a una ragazza nell'Inghilterra degli anni trenta. Nel 1928 vinse una borsa per studiare ingegneria in quella che è oggi la City Universitydi Londra
Sul finire del 1934, Theresa e la sua amica Florence Blenkiron, poco più che ventenni, si imbarcarono in una delle avventure su due ruote più ambiziose mai pensate all'epoca: su una monocilindrica P&M Panther 600 cm³, partirono da Londra in direzione Città del Capo, Sudafrica, nonostante la diffidenza degli sponsor per il fatto che un'impresa così estrema fosse tentata da due donne.
Attraversato il canale della Manica e la Francia, con un sidecar Watsonian e un carrello tenda carico di attrezzatura, raggiunsero Algeri. Da qui le due iniziarono la loro traversata verso sud attraversando l'Africa coloniale francese e britannica. Particolarmente duro fu, ovviamente, l'attraversamento del deserto del Sahara, con temperature infernali, continui insabbiamenti e mancanza d'acqua. Attraversarono la giungla equatoriale, con il rischio dei predatori e della mosca tze-tze. Fecero l'incontro dei tuareg nel deserto dell'Algeria, dei soldati della Legione Straniera Francese, dei pigmei nella giungla del Congo Belga, affrontarono la fauna selvatica e gli impedimenti dell'amministrazione coloniale europea dei paesi africani, guidarono alle pendici del Kilimangiaro, nel Tanganica (oggi Tanzania) e visitarono le cascate Vittoria nella Rhodesia Settentrionale (oggi Zambia). Raggiunsero, dopo otto mesi e 12000 chilometri di durissimo viaggio, Città del Capo, nel luglio del 1935. La vicenda di questa impresa che rese le due donne i primi esseri umani ad aver attraversato l'Africa via terra da nord a sud, è narrata nel libro scritto da Theresa stessa, The rugged Road.
Tornata in Europa all'alba della Seconda Guerra Mondiale, partecipò come volontaria nell'esercito come portaordini motociclista. Divenne primo vice presidente della Women's International Motorcycle Association. Trasferitasi negli Stati Uniti, percorse in lungo e in largo, e in solitaria, il continente nordamericano su una moto Norton.
Si stabilì infine a Chicago dove aprì una concessionaria di moto britanniche e nel 1970 pubblicò un manuale di guida dal titolo Easy Motorcycle Riding, che venne distribuito nelle scuole superiori degli USA fra gli anni settanta e ottanta. Nel 1973 si trasferì a Phoenix, Arizona, dove fondò una prestigiosa scuola di guida, la Easy Motorcycle Riding Schools. Morì a Phoenix il 30 aprile 1999, nel giorno del suo novantesimo compleanno.
Nel 2003 è stata inserita nella Motorcycle Hall of Fame.